# 情節式知識
情節式知識（英語：episodic knowledge），又稱插曲式知識、劇情式知識，指以經驗資訊為基礎的知識大量化成實體，並在長期記憶中重新整理，為情節式知識 。